# Jiangan He
Jiangan He eller Jianganfloden (kinesiska: 箭杆河) är ett vattendrag i Kina. Det ligger i storstadsområdet Peking, i den norra delen av landet, omkring 33 kilometer öster om stadskärnan.